# جاك زوستاك
جاك وليام زوستاك (بالإنجليزية: Jack W. Szostak)‏ هو عالم بيولوجيا أمريكي ينحدر من أصول بولندية بريطانية. يعمل أستاذاً لعلم الوراثة في جامعة هارفارد الأمريكية. حصل على جائزة نوبل في الطب لعام 2009 مشاركة مع مواطنتيه إليزابيث بلاكبيرن وكارول غريدر وذلك لاكتشافهم دور التيلومير في حماية الصبغيات (الكروموسومات) واكتشافهم لإنزيم التيلوميريز.
ولد زوستاك في لندن في 9 نوفمبر 1952 لأسرة بولندية الأصل. نشأ في مدينتي مونتريال وأوتاوا كندا وحصل على الثانوية من مدرسة ريفرديل في مقاطعة كيبيك. حيث حصل على درجة البكالوريوس في البيولوجيا الخلوية من جامعة مكجيل بكندا وهو في التاسعة عشرة من عمره، ثم حصل على الدكتوراه في الكيمياء الحيوية من جامعة كورنل تحت إشراف البروفيسور (الأمريكي من أصل صيني) راي وو. قبل أن ينتقل إلى جامعة هارفارد ليؤسس مختبره الخاص في معهد سيدني فاربر للسرطان بالجامعة. وفي سنة 1988 حصل زوستاك على الأستاذية الكاملة بمدرسة هارفارد الطبية.

## روابط خارجية
- جاك زوستاك على موقع الموسوعة البريطانية (الإنجليزية)
- جاك زوستاك على موقع مونزينجر (الألمانية)
- جاك زوستاك على موقع إن إن دي بي (الإنجليزية)